# گوهرگان سفلی
گوهرگان سفلی، روستایی از توابع بخش بوستان شهرستان باشت در استان کهگیلویه و بویراحمد ایران است.

## نامداران و سرشناسان
ملا کرامت الله حسنی مقدم

## جمعیت
این روستا در دهستان بابوئی قرار دارد و براساس سرشماری مرکز آمار ایران در سال ۱۳۸۵، جمعیت آن ۵۷ نفر (۱۹خانوار) بوده‌است.